# Carol Douglas
Carol Douglas, geboren als Carol Strickland, (Brooklyn, 7 april 1948) is een Amerikaanse soul- en discozangeres.

## Carrière
Carol Douglas maakte met Doctor's Orders (1974) onverwacht de doorbraak in de muziekbusiness. De song werd als origineel enkele maanden eerder opgenomen door de zangeres Sunny. Deze versie had in het Verenigd Koninkrijk een 7e plaats gescoord. Douglas plaatste zich op een 11e plaats in de Verenigde Staten, maar ook in de disco (#1) en de r&b-hitlijsten (#9). De opname werd geteld tot de vroegste discosongs en er werden meer dan een miljoen exemplaren van verkocht.
In de pophitlijst bleef Douglas een eendagsvlieg, maar in de discolijsten boekte de zangeres verdere successen. Daar lukten haar met onder andere Headline News, A Hurricane Is Coming Tonite (1975), Midnight Love Affair (1976, ook #1), I Wanna Stay With You (1977) en Burnin'  (1978) verdere hits. Ook populair was haar cover van Dancing Queen (1977) van ABBA en Night Fever (1978) van The Bee Gees. De afnemende interesse in de discomuziek begin jaren 1980 maakte zich ook in negatieve zin merkbaar bij Douglas roem als zangeres.
Zoals talrijke opnamen van andere disco-artiesten uit de jaren 1970, werden ook Douglas opnamen steeds weer gesampled. Zo nam onder andere rapper Nas delen van de song We Do It (1977) over voor Remember the Times (2004).

## Discografie

### Singles
- 1974:	Doctor's Orders
- 1975:	A Hurricane Is Coming Tonite
- 1978:	Night Fever

### Albums
- 1975:	The Album
- 1976:	Midnight Love Affair
- 1977:	Full Bloom
- 1978: Burnin'
- 1979: Come into My Life
- 1980: The Best of
- 1981: Satin and Smoke: The Best of
- 1983: Love Zone
- 1989: Greatest Hits
- 1995: Doctor's Orders: The Best of
- 1999: Disco Queen: Greatest Hits
- 2011: Hits Anthology

- Bibliothèque nationale de France: cb13932993j (data)
- Gemeinsame Normdatei: 134361636
- International Standard Name Identifier: 0000 0000 5513 4226
- Library of Congress Control Number: n94104802
- MusicBrainz: caf891ac-9f48-4e95-bb34-51c71bae0da8
- Virtual International Authority File: 14961663
- WorldCat: E39PBJqkbbGYGF67FTrMxHJbh3